# ヨーゼフ主義

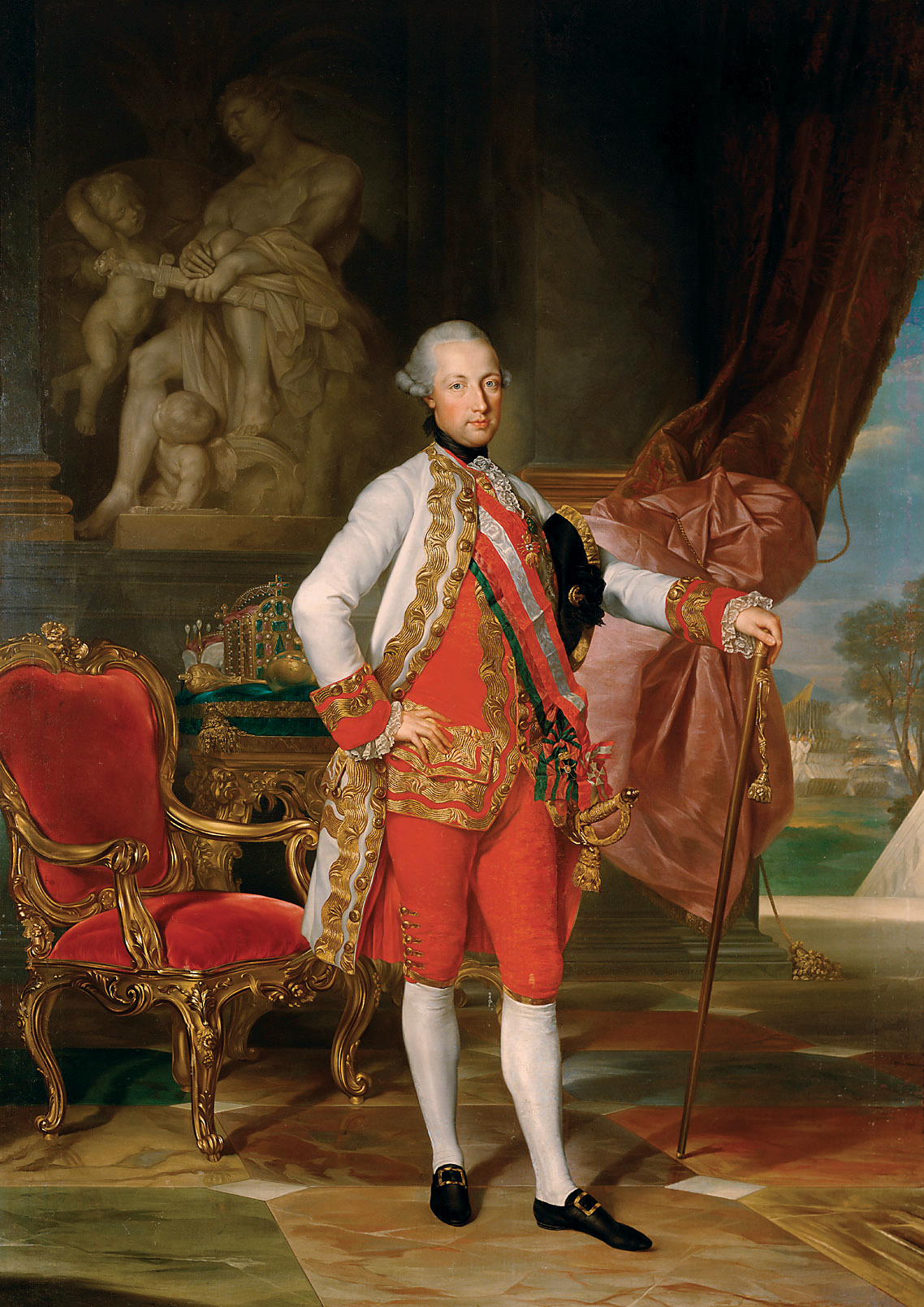
ヨーゼフ2世（アントン・フォン・マロン画、1775年）

ヨーゼフ主義またはヨーゼフィニズム（ドイツ語: Josephinismus 英語: Josephinism）は、神聖ローマ皇帝ヨーゼフ2世（在位: 1765年 - 1790年）のとった政策や思想の総称。1780年に母帝マリア・テレジアが死去して以降ハプスブルク帝国の単独の統治者となったヨーゼフ2世は、オーストリアの国家体制の抜本的な啓蒙主義改革に取り組んだ。その多くは内外からの激しい抵抗を受けて挫折したが、ヨーゼフ2世は代表的な啓蒙専制君主として当時から現代にいたるまで評価されている。

## ヨーゼフ2世の前半生
1741年、ヨーゼフは神聖ローマ皇帝フランツ1世とローマ女王マリア・テレジアの息子として生まれた。啓蒙主義的な厳しい教育を受けるなかで、ヨーゼフはオーストリア、ボヘミア、ハンガリーといった多岐にわたるハプスブルク帝国領の泥沼のような統治体系に強い不満を抱いた。1765年に父フランツ1世が死去したことで皇帝位を襲ったが、実際の権力は大部分が母マリア・テレジアに握られていた

## ヨーゼフ主義の狙いと内容
1780年にマリア・テレジアが死去し、ヨーゼフ2世は自由にその手腕を発揮できるようになった。彼は多方面において、啓蒙主義的な勅令や特許を出すことでハプスブルク帝国の社会を根本から再構築しようと考えていた。「ヨーゼフ主義」の核心となったのは、中央集権的で効率化された政府像と、理性的で世俗的な社会像である。そのために自由と平等の理念を推し進め、従来の封建的な制度を崩そうと試みた。

### 農奴制の改革
何世紀にもわたり、中央ヨーロッパの人口の大部分は農奴として、封建領主に隷属しながら労働を強いられていた。 1781年11月1日、ヨーゼフ2世は、ボヘミアにおいて2つの法令を出した。一つは領主が農奴に対して罰金刑や身体刑を科すことを禁じ、もう一つは、それまで領主の認可が必要だった農奴の結婚、移住、職業選択の制限を撤廃するものであった。またこれらの法令では、農奴が自らの耕地を購入し代々所有することも認めていた。貴族層はこの法令に難色を示したが、結局のところこれを認めた。
ヨーゼフ2世の農奴政策の究極の目標は一つの巨大な協同農地であり、これはマリア・テレジアから受け継いだ方針だった。別の見方をすれば、封建体制下の強制労働制から、賃貸形式の土地の小地主経営体制だった.。1783年、ヨーゼフ2世は顧問フランツ・アントン・フォン・ラープに、この仕組みをボヘミアとモラヴィアのハプスブルク直轄領すべてに拡大するよう指示した。

### 検閲の削減と報道
1781年2月、ヨーゼフ2世は新聞に対する検閲を大幅に削減するよう命じる勅令を出した。検閲の対象として残されたのは、教会の冒涜、政府転覆策動、不道徳な内容のみであった。また検閲の権限を地方政府から取り上げ、帝国政府に集権した。
これにより、発禁処分を受ける出版物は毎年4000冊あったものが900冊に激減した。ヨーゼフ2世を批判した「42歳の類人猿」と題した冊子すら発禁とされず出版を許された。

### 宗教寛容令

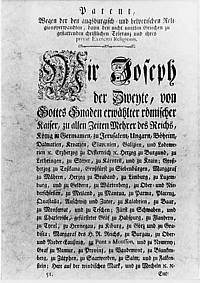
1781年の寛容勅令

ヨーゼフ2世はカトリック教徒であり、無制限の信教の自由を唱えたわけではなかったが、少なくとも各宗教を寛容に扱うことは志向していた。彼の宗教寛容政策は、当時としてはかなり急進的なものであった。
1781年の5月と10月に、ヨーゼフ2世はプロテスタントと東方正教会の信仰の実践に対する制約を廃止する勅令を発した。彼らは教会の建設を許され、また召命、経済活動、教育の制限も撤廃された。
1782年、ヨーゼフ2世はユダヤ人に課されていた職業制限、服装制限、特別税、移住制限など多くの法規制を撤廃した。ただ、彼自身もユダヤ人に対する偏見を持っており、不快な人々だと信じていた。この勅令は、ハプスブルク領内最大のユダヤ人コミュニティがあったガリツィアには適用されなかった。

### カトリック教会の改革
カトリック教会については、ヨーゼフ2世はこれを「瞑想的な」宗教組織と呼び、社会に貢献していないとして毛嫌いしていた。
ヨーゼフ2世の勅令によって、オーストリアの聖職者はローマ教皇庁と直接接触することが禁じられた。1188堂あったオーストリアの修道院のうち500堂以上が、またハンガリーにおける100堂以上が取り潰され、6000万フローリンもの教会財産が国庫へ没収された。これを財源として、1700区の新たな小教区が定められ福祉制度が拡充された。また聖職者の教育も、これまでこれを担ってきた教会から取り上げた。代わりにヨーゼフ2世は6つの国立「一般神学校」を設立した。1783年に発された婚姻特許では、婚姻は宗教制度ではなく、個人間の契約であると規定された。
1782年、教皇ピウス6世がオーストリアを訪れ、ヨーゼフ2世に改革の大部分の取り消しを求めたが、ヨーゼフ2世は拒絶した。
1783年、パッサウの大聖堂参事会がヨーゼフ主義に近い聖職者の任命に抗議を行った。まずヨーゼフ2世に直接働きかけたが拒絶され、次にレーゲンスブルクの帝国議会に働きかけたが、ほとんど賛同者を得られなかった。プロイセンが支援を打診したものの、ヨーゼフ主義の信奉者だった司教ヨセフ・フランツ・アウエルシュペルクにより拒絶された。結局、パッサウの司教や参事会の大部分は、教区内の世俗財産を守るためにヨーゼフ2世に屈した。
1784年7月4日に結ばれた合意により、それまでに行われていたパッサウ教区の財産や権利の没収・停止が取り消され、十分の一税の復活も認められた。これと引き換えに、パッサウはアルダガーの支配権を手放し、40万グルデンの支払い義務を負わされた。なおこの金額は、新教区設立の過程で皇帝により半分に減らされた。ヨーゼフ2世の強権的な改革の前に、教皇ピウス6世は打つ手立てもなく、不本意ながら改革に同意を与えることしかできなかった。前述のオーストリアとパッサウの合意に対し、教皇は1784年11月8日と1785年1月28日の二度にわたり認可を与えた。
1785年以降、ウィーンの教会についての改革が進められ、「これによりすべての音楽的な連祷、ノヴェナス、八重唱、古の感動的な献身、宗教行事での行列、晩課、その他似たようなもろもろの行事は廃止された。」多くの教会や聖堂が閉鎖され、伝統ある宗教的な事業団体や修道院は1784年以降その力を抑えられた。リンツ司教エルネスト・ヨハン・ネポムクは教会の置かれた状況についての不満を何度も皇帝に訴えた。しかしこの抗議はほとんど実を結ばなかった。
カトリックの歴史家たちは、ヨーゼフ2世と反教会的なフリーメーソンたちが手を組んでいたと主張している。

### ハンガリー王冠領と南ネーデルラントへの改革の拡大
ヨーゼフ2世の改革の進度は、ハプスブルク帝国内で統一されているわけではなかった。ハンガリー王冠領で展開された改革については、ヨーゼフ2世はそこまで積極的でなかった。
1784年、ヨーゼフ2世はハンガリーの聖イシュトヴァーンの王冠を王領ハンガリーの首都プレスブルクからウィーンに移した。これは他の王冠領とハンガリーとの関係を変化させる象徴的な行動だった。またハンガリーにおける行政上の公用語を伝統的なラテン語からドイツ語に変更した。1785年、ヨーゼフ2世は農奴制改革とオーストリア式の徴兵制をハンガリーにまで広げようと試み、国王領での人口調査を命じた。
1787年、これまでにオーストリアで実施された「行政の合理化」がオーストリア領南ネーデルラントに適用されたが、これはベルギー人貴族の激しい抵抗を受けた。

## 改革への抵抗
ヨーゼフ主義は、権力や権威を削られたカトリック教会や貴族による激しい抵抗にあった。特に彼の治世後半のオーストリア領ネーデルラントやハンガリーにおける不満は非常に大きくなった。貴族や神学生、著述家、プロイセン王フリードリヒ・ヴィルヘルム2世によって送り込まれた工作員などによる暴動や抗議活動が頻発して帝国は混乱し、ヨーゼフ2世は新聞の検閲を再強化せざるを得なくなった。
1790年に死去する前に、ヨーゼフ2世は自らの政策の多くを否定させられた。彼はハンガリー王冠をブダに戻し、ハンガリー憲法を遵守することを約束させられた。ハンガリー王として正式に戴冠することができぬまま、ヨーゼフ2世は49歳で死去した。
ヨーゼフ2世の跡を継いだ弟のレオポルト2世は、国内の混乱を鎮めるためにヨーゼフ2世の改革の多くを取り消す反動政治を行った。しかし各地方からの要求に敬意を払い敏感に対応したため、ハプスブルク帝国の統一維持に成功した。これはヨーゼフ2世の政治には欠けていた点であった。